# Alphonse Mons
Alphonse Mons, né le 27 mars 1858 à Argentat (Corrèze) et mort le 10 janvier 1932 à Saint-Privat (Corrèze), est un homme politique français.

## Biographie
D'abord officier d'infanterie, il est notaire à Saint-Privat de 1913 à 1927, il est président de la chambre départementale des notaires. Il est maire de Saint-Privat de 1908 à 1932, avec une interruption de quelques mois en 1922 et conseiller général de 1898 à 1919 et de 1927 à 1930. Il est député de la Corrèze de 1907 à 1919, inscrit au groupe radical-socialiste.

## Sources
- « Alphonse Mons », dans le Dictionnaire des parlementaires français (1889-1940), sous la direction de Jean Jolly, PUF, 1960 [détail de l’édition]